# エティエンヌ・ジョーラ
エティエンヌ・ジョーラ（Étienne Jeaurat、1699年2月9日 -1699年2月9日 ）は、フランスの画家である。歴史画や宗教を題材にした作品、肖像画や風俗画など多くの作品を描いた。

## 略歴
パリで生まれた。両親はブルゴーニュのヴェルマントン(Vermenton)出身のワイン商人であった。兄に版画家となったエドム・ジョーラ(Edme Jeaurat: 1688–1738)がいる。幼い頃両親を亡くした。
歴史画などを得意とした画家のニコラ・ヴルーゲルスの最も優れた弟子になり、1724年に師のヴルーゲルスが在ローマ・フランス・アカデミーの校長になるためにローマに移った時、ジョーラも同行した。画家として、順調な経歴を歩み、1731年には王立絵画彫刻アカデミーの会員候補になり、1733年に入会申請作品を描き、歴史画家としてアカデミー会員になった。1743年にアカデミーの教授の称号を与えられ、1765年に部長(recteur) 、1781年に事務局長(chancelier)に任じられた。1737年から1769年の間、パリのサロンに毎回、出展した。1767年からはヴェルサイユ宮殿の王室の美術品の管理の仕事もした。
歴史画や宗教を題材にした作品、肖像画や風俗画など多くの作品を描き当時の有名な版画家によって作品は版画にされて人気があった。同時代の風俗画家、ジャン・シメオン・シャルダン(1699-1779)としばしば比較された。

## 作品

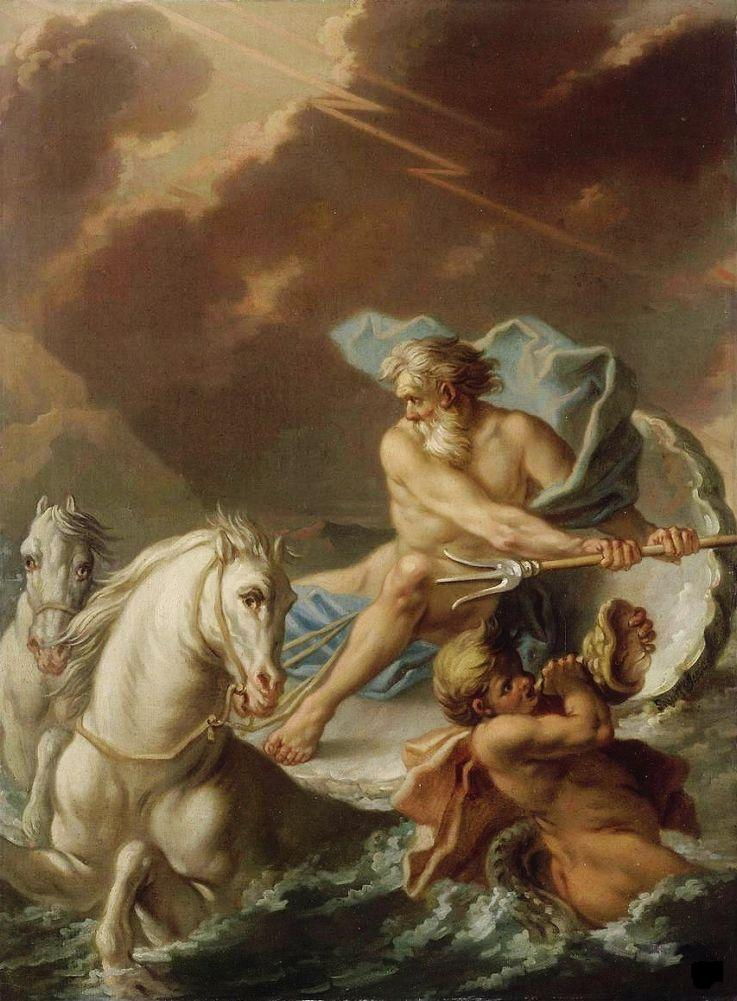
ネプチューン ルーブル美術館蔵
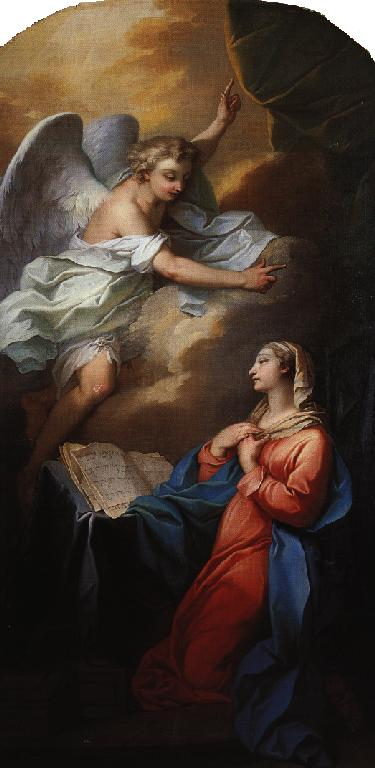
受胎告知
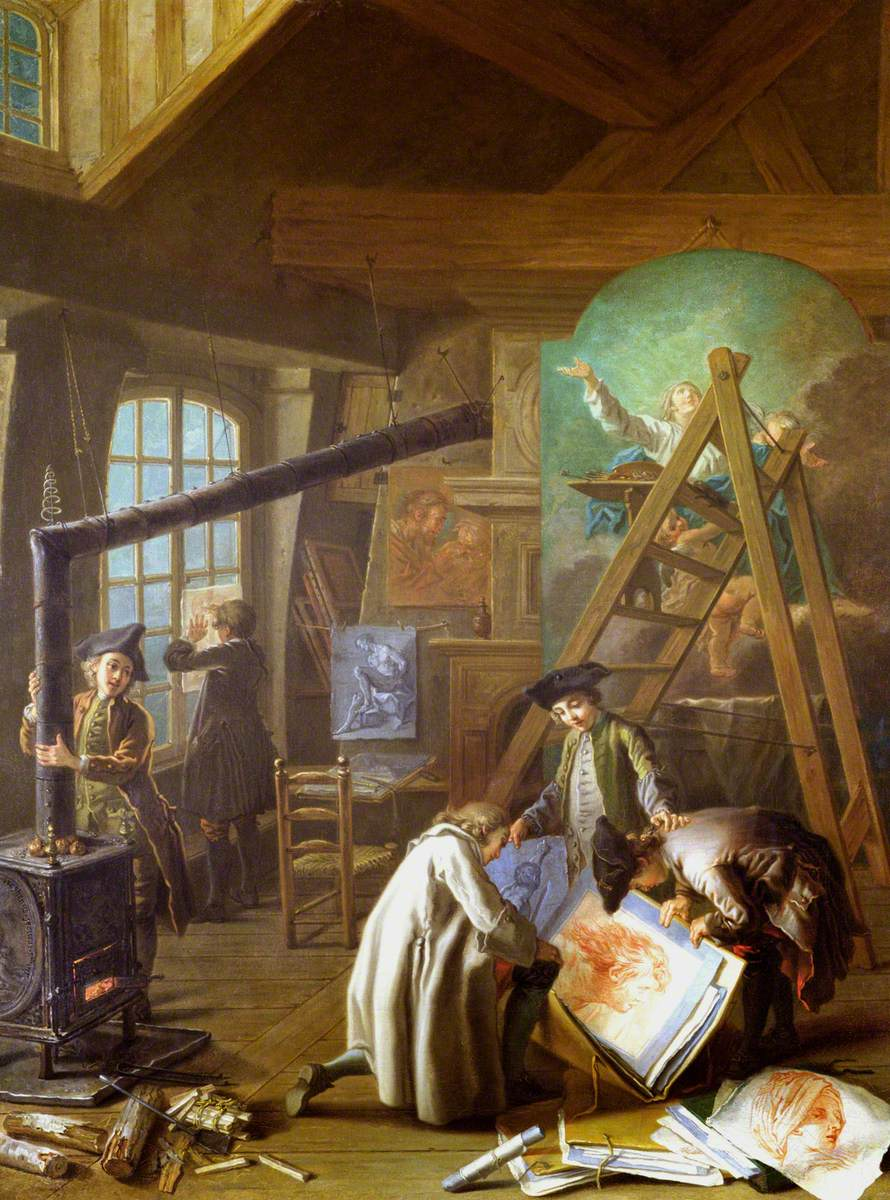
画家のアトリエ(1755)
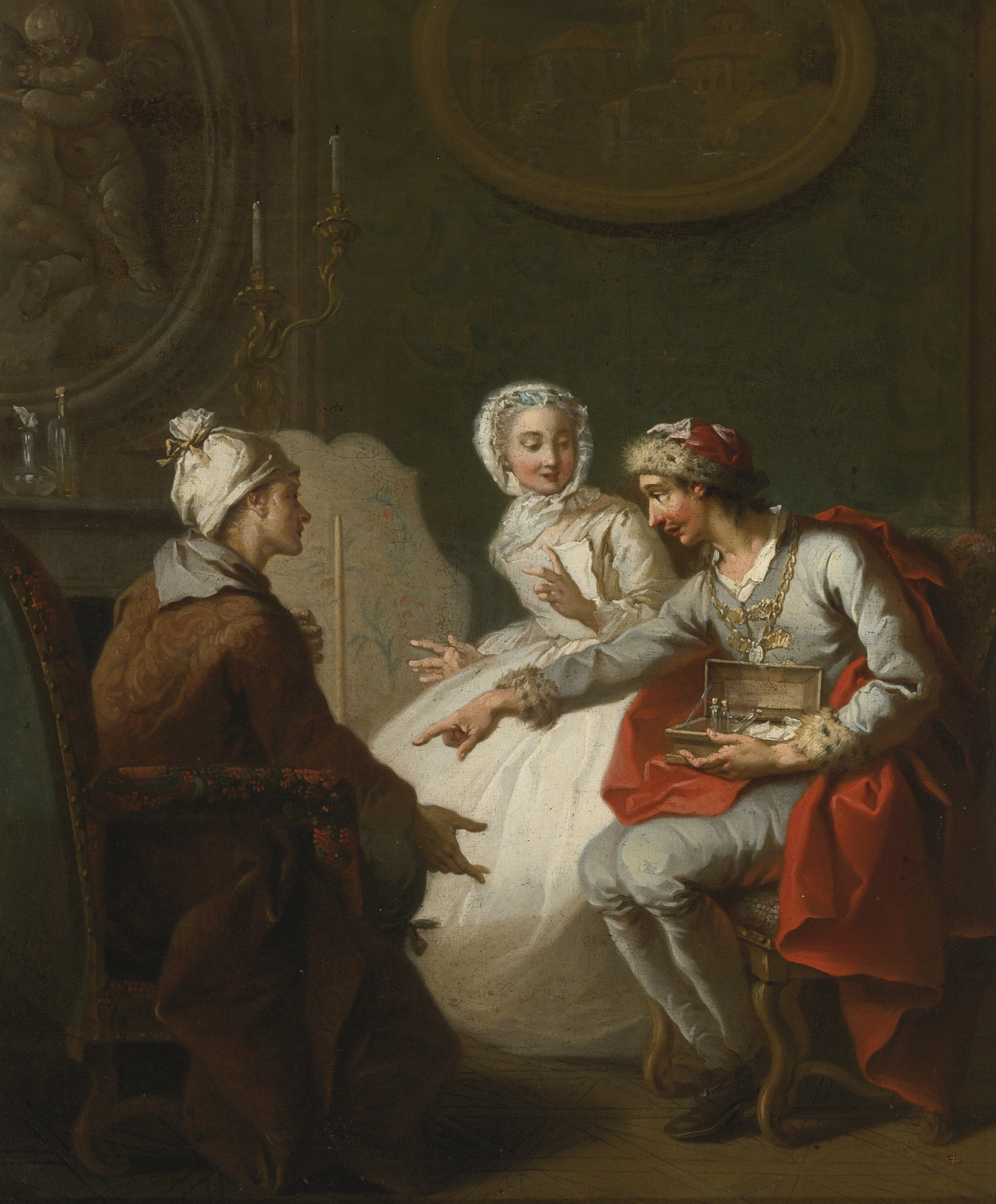
医師の訪問

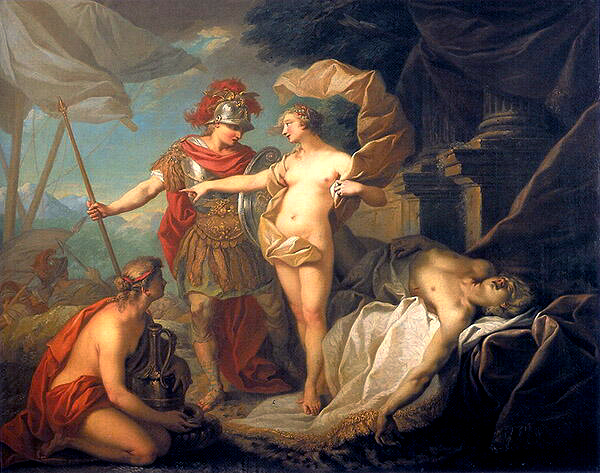
パトロクロスの死の報復のために出発するアキレウス
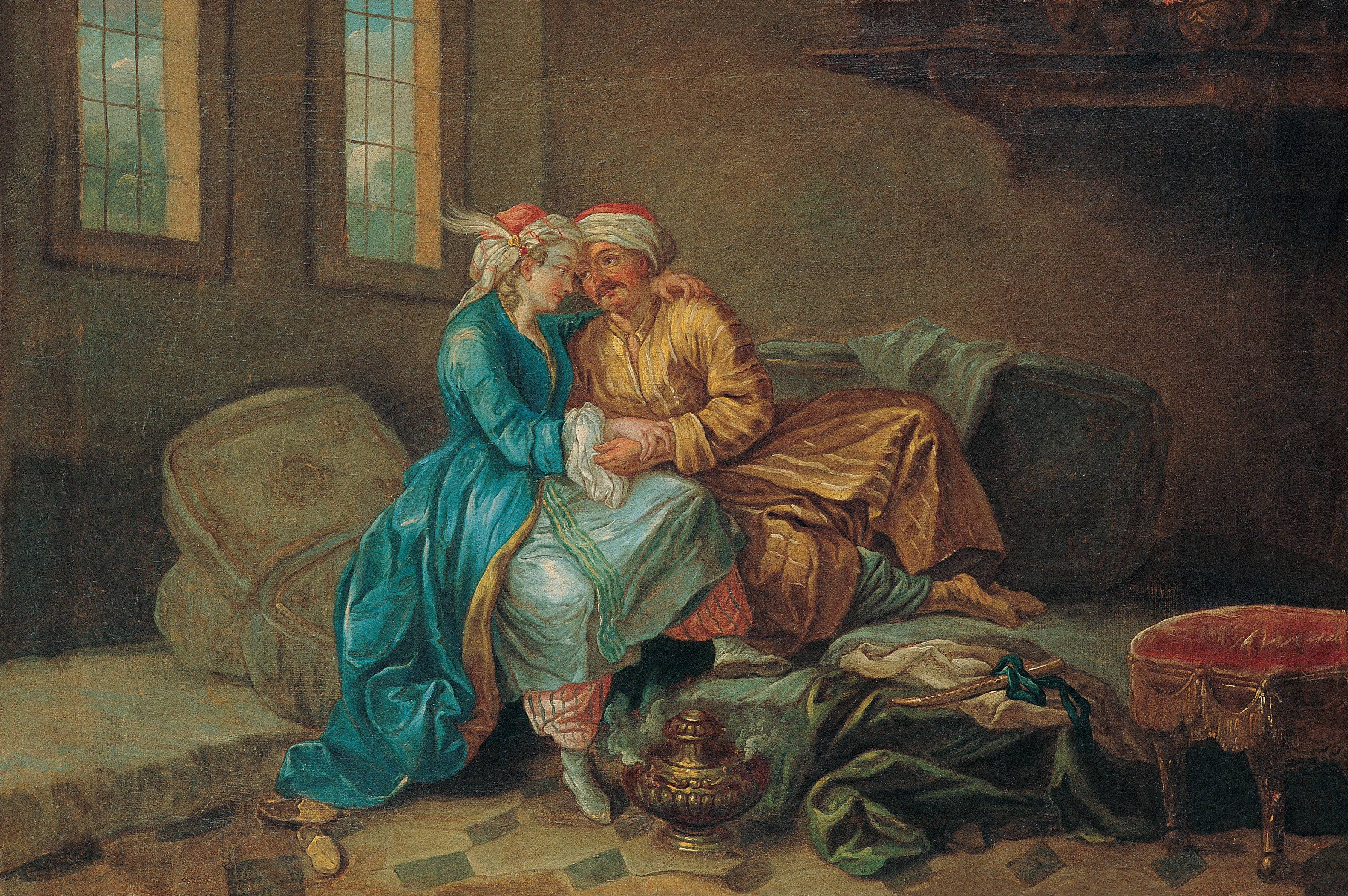
お気に入りのイスラム王妃　Pera Museum蔵
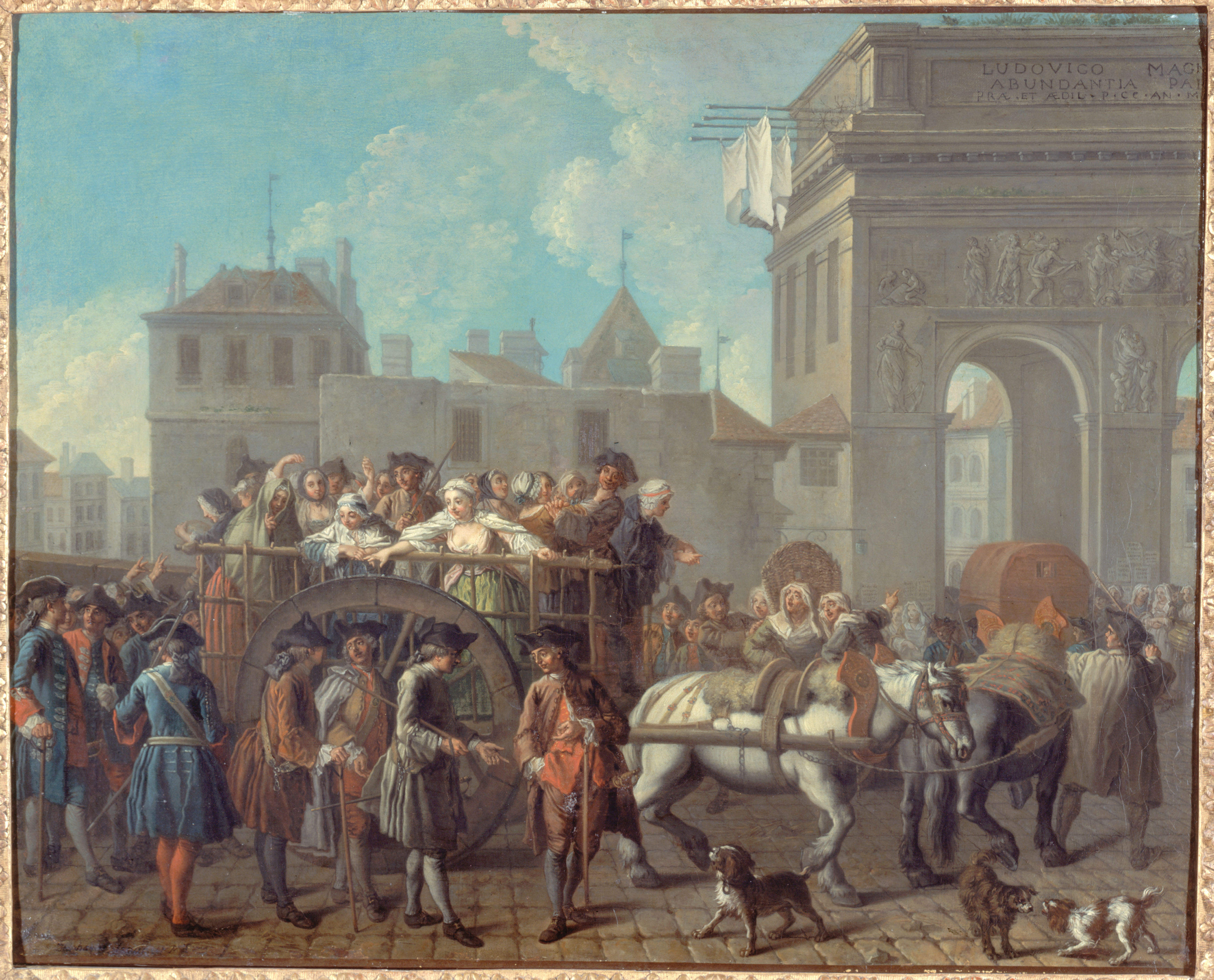
病院に連行される娼婦 (1757) カルナヴァレ博物館蔵